# Ateuchus viridimicans
Ateuchus viridimicans är en skalbaggsart som beskrevs av Antoine Boucomont 1935. Ateuchus viridimicans ingår i släktet Ateuchus och familjen bladhorningar. Inga underarter finns listade.